# Eucalyptus walshii
Eucalyptus walshii (лат.) — дерево, вид рода Эвкалипт (Eucalyptus) семейства Миртовые (Myrtaceae), эндемик штата Виктория (Австралия).

## Ботаническое описание
Eucalyptus walshii — небольшое дерево 4-9 м высотой, образующее лигнотубер. Кора имеет гладкую поверхность от беловатого до серого цвета, с грубой волокнистой или чешуйчатой корой на нижнем метра ствола. Молодые растения и побеги имеют эллиптические или узкие копьевидные листья длиной около 100 мм и шириной 23 мм. Зрелые листья несколько глянцевые, от яйцевидных до копьевидных, 70-100 мм в длину и 14-26 мм в ширину, черешок 5-10 мм в длину. Цветочные почки расположены в пазухах листьев группами по семь, девять или одиннадцать на неразветвлённой цветоножке длиной 7-11 мм, отдельные бутоны на цветоножках 2-4 мм в длину. Зрелые почки имеют овальную или веретеновидную форму длиной 5-7 мм и ширину 3-4 мм с конической крышечкой длиной 3-4 мм. Цветёт осенью, цветки белые. Плод представляет собой древесную чашевидную коробочку длиной 5-6 мм и шириной 4-5 мм со створками ниже уровня обода.

## Таксономия
Вид Eucalyptus walshii был описан в 2004 году Кевином Джеймсом Рулом в журнале Muelleria на основе образцов, собранных недалеко от Уотерхолла Бротона в Национальном парке Литл-Дезерт в 2002 году. Видовой эпитет — в честь ботаника Невилла Уолша из Национального гербария Виктории.

## Распространение и местообитание
E. walshii — эндемик штата Виктория в Австралии. Известен только по одной популяции, растущей в эвкалиптовом лесу на невысоком холме недалеко от типового местоположения в Национальном парке Литл-Дезерт.

## Охранный статус
Международный союз охраны природы классифицирует вид как находящийся на грани полного исчезновения.